# Vähä-Ruhmas
Vähä-Ruhmas är en sjö i kommunen Kouvola i landskapet Kymmenedalen i Finland. Arean är 39 hektar och strandlinjen är 4,56 kilometer lång. Sjön  ingår i Kymmene älvs huvudavrinningsområde.   Den ligger omkring 72 kilometer norr om Kotka och omkring 130 kilometer nordöst om Helsingfors. 
I sjön finns öarna Kupparinsaari och Keskisaari.